# Johannes Uhlig (Botaniker)
Johannes Uhlig (* 3. Februar 1899 in Döbeln; † 1989 in Oederan) war ein deutscher Botaniker und Lehrer.

## Leben
Er wuchs in Döbeln auf und besuchte im Alter von 14 Jahren das Lehrerseminar in Grimma, das er 1919 abschloss. Danach war er als Lehrer an verschiedenen Schulen tätig, bis er 1965 in den Ruhestand trat. Neben seiner Lehrertätigkeit studierte er im Fernstudium an der Pädagogischen Hochschule in Potsdam Biologie, wodurch er sich als Oberstufenlehrer qualifizierte. Als solcher wurde er 1961 zum Studienrat befördert.
Als Rentner leitete er bis 1969 die Außenstelle Lauterbach der Akademie der Landwirtschaftswissenschaften der DDR im Kreis Marienberg im Erzgebirge. Dort untersuchte er speziell Grünlandgesellschaften.
Als Mitglied des Kulturbundes zur demokratischen Erneuerung Deutschlands wurde er bereits nach dem Zweiten Weltkrieg besonders bei den Natur- und Heimatfreunden tätig. Bereits vor dem Krieg waren seine ersten Forschungsergebnisse als sächsischer Botaniker erschienen, so bereits 1927 sein Beitrag über die Pflanzenwelt von Oederan und Umgebung in der Geschichte der Stadt Oederan oder 1931 der Bericht Die Gesellschaften des nackten Teichschlammes (Eleocharetum ovatae). Vielfach nutzte er für seine Publikationen auch die in Dresden erschienenen Mitteilungen des Landesvereins Sächsischer Heimatschutz e.V. Mit Willy Flößner publizierte er Die Pflanzengesellschaften des westsächsischen Berg- und Hügellandes. Dem folgten noch mehrere botanische Veröffentlichungen über den sächsischen Raum, darunter seine Beiträge im Standardwerk Die Pflanzen Sachsens von Wünsche und Schorler, das 1956 bereits in 12., neubearbeiteter Auflage erschien.
Für die traditionelle Reihe Werte der deutschen Heimat schrieb Johannes Uhlig zahlreiche botanische Beiträge. Gleiches gilt für das Handbuch der Naturschutzgebiete der Deutschen Demokratischen Republik (Bezirke Leipzig, Karl-Marx-Stadt und Dresden), das 1986 in zweiter Auflage erschien. Er gehörte der Arbeitsgemeinschaft Sächsischer Botaniker, in deren Berichtsheften er ebenfalls publizierte, so 1987 über die Laubmoosflora des Kreises Flöha.

## Ehrungen
- Ehrennadel des Kulturbundes der DDR in Silber